# سیارک ۲۵۶۳۸
سیارک ۲۵۶۳۸ (به انگلیسی: 25638 Ahissar، نامگذاری:2000AB64)۲۵۶۳۸مین سیارک کشف شده‌است که در ۰۴ ژانویه ۲۰۰۰ کشف شد.